# Supporters du Racing Club de Lens
 (mars 2017).
Si vous disposez d'ouvrages ou d'articles de référence ou si vous connaissez des sites web de qualité traitant du thème abordé ici, merci de compléter l'article en donnant les références utiles à sa vérifiabilité et en les liant à la section « Notes et références ».
Cet article décrit les principaux groupes de supporters du Racing Club de Lens. Le public lensois, un des plus fervents de France, a été nommé à plusieurs reprises « meilleur public ».[réf. nécessaire]
Il existe plusieurs groupes de supporters à Lens. La plus grande partie de ces groupes composent le « KOP lensois », situé tribune Tony-Marek. D'autres se trouvent en « tribunes populaires », Delacourt et Trannin.

## Historique
En France, l'une des premières association de supporters « respectable » est créée à Lens en 1926. Elle se nomme le Supporter club lensois,.

## Groupes de supporters

### Le 12 lensois

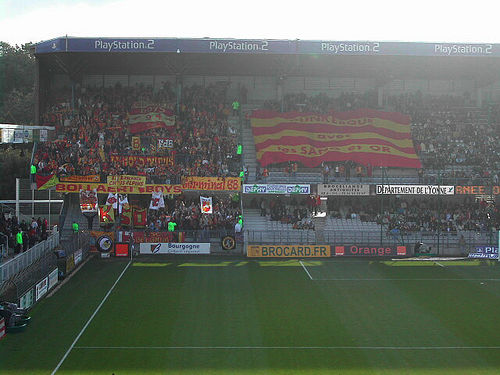
12 Lensois à Auxerre.

Organe officiel des supporters du Racing Club de Lens, le 12 Lensois est l’appellation récente du plus ancien groupe de fans Sang et Or créé en 1926. Anciennement « Allez Lens », puis « Supporter Club lensois » et « Supp’R Lens », le numéro douze a été offert par Gervais Martel au 12 Lensois afin de rendre hommage au douzième homme. Plusieurs milliers de membres composent le 12 Lensois et se placent dans toutes les tribunes de Bollaert. Ils sont réunis en 78 sections réparties en 18 départements. Le 12 compte également deux sections en Belgique. C’est la plus grande association enregistrée au sein de la Fédération Française des Supporters. Récemment, le 12 Lensois a décidé de lancer les Galiboys, en 2005. Ce groupe de jeunes supporters, âgés de seize à vingt-cinq ans, a pour but de moderniser quelque peu l'image du 12 Lensois.
Aujourd’hui, les Galiboys sont placés en Tribune Marek et comptent, officiellement, cent-cinquante membres. Le 12 Lensois est aussi souvent représenté dans le Sud de la France par ses sections exilées, ou dans la région Rhône-Alpes par les Ch'tis Boys 69. On peut citer les sections les plus actives du 12 Lensois comme celles de Sars-Poteries, Capt'ain Siko, du Germinal 68 ou de Chez Muriel. Le 12 Lensois est aujourd’hui en pleine reconstruction. Et il veut poursuivre sa marche en avant en gardant ses valeurs traditionnelles de fair-play et de convivialité.
En 2011, le club de supporters regroupe environ 7 500 membres, réparties en 80 sections, implantées majoritairement dans le Pas-de-Calais, le Nord et la Somme puis dans d'autres régions françaises et en Belgique.

### Les Tigers ou Red Tigers
Créés en 1994, les Red Tigers représentent aujourd’hui le groupe le plus vindicatif de Bollaert. Avec leurs 500 membres cartés et des centaines de sympathisants, les Tigers sont le nouveau moteur de la tribune Marek et du Stade Bollaert.
Ils n’hésitent pas à montrer leurs griffes lorsque le club prend une direction qui ne leur plaît guère.
Indépendants du club, les Red Tigers ont su se faire accepter du public lensois même si leurs opinions divisent parfois. Leurs Tifos sont très appréciés dans les travées de Bollaert. Ils sont nombreux à se déplacer pour encourager le Racing et posent leur bâche partout où celui-ci se produit.
Ils sont désormais acceptés en tribune Marek, et symbolisent le mouvement ultra à Lens, notamment en possédant les deux principaux « capos » du kop Lensois.
Les Tigers possède une seule section officielle : les Ultras Tigers Capitale ou UTC , elle est basée en Île-de-France. Ils sont désormais le plus gros groupe ultra de la Marek.

### Les KSO (Kop sang et or) 1993
Les KSO 93' sont le premier véritable groupe ultra du RC Lens. Suivis par les North Warriors (dissous par la suite) et les Red Tigers, les KSO n'explosent jamais et restent un groupe modeste aujourd'hui.
Ils sont néanmoins à l'origine de nombreuses initiatives, comme l'idée d'un kop en tribune Trannin, en Delacourt (Le club ne leur permet plus de s'installer dans les virages) et ils sont toujours un groupe actif à domicile comme en déplacement.

### Les North Devils

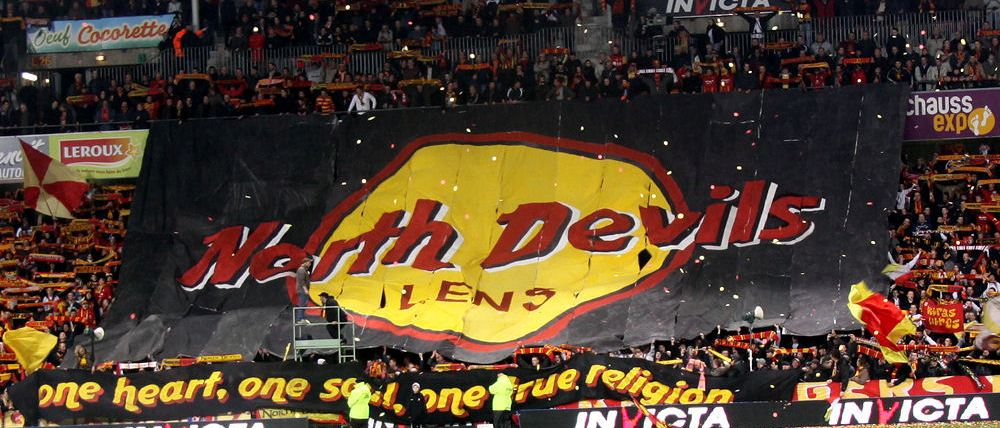
Tifo des North Devils lors de Lens-Sochaux, le 20 mars 2010.

Les North Devils ont été créés en 1999 et ont cessé leur activité en 2003. Le groupe reprendra du service en 2008 malgré la relégation en Ligue 2 et s'imposera assez vite en déplacement comme à domicile. Les ND ne se revendiquent pas ultras même s'ils en adoptent certaines traditions (tifos, chants soutenus, produits dérivés, fanzine, etc.) et proposent une alternative au sein d'un public tiraillé entre des ultras d'un côté et un public plus traditionnel.
Ils militent pour le retour à une ambiance plus en phase avec la réputation qu'est celle du Stade Félix Bollaert, notamment par la fin des places assises en tribunes populaires.

### Galiboys Lens 2004
Les Galiboys ont été créés en 2004, initiative venue du « 12 Lensois » afin de rajeunir ses troupes.
Au fur et à mesure des années les Galiboys se sont investis au sein de La Tribune marek et ont décidé de quitter le 12 Lensois et devenir une association indépendante. Ils ont fêté récemment leurs 15 ans (Lens-Sochaux nov. 2019). Ils restent à ce jour une association très active de La Tribune Marek.

### Autres clubs de supporters
Le Racing Club de Lens est également soutenu par le Kop 2000, créé au printemps 1998 :
- les North Warriors, créé en 1991 et dissout en 1999;
- les Alternative Gang, créé en 1992 et dissout en 1994;
- les Bollaërt Boys & Bollaërt Girls, créé le 28 septembre 1994 ;
- les Mad Crew, créé en 1998 et dissout en 2001;
- la Génération Sang et Or, créé en 1998 ;
- les Blood & Gold', créé en avril 1999 ;
- les Ch'tis Gavroches ;
- les Germinal 68, créé en 2002 ;
- les Ch'tis boys 69, créé en 2000, qui est la section officielle du 12 Lensois de la région lyonnaise ;
- les Galiboys Lens, créé en 2004 ;
- les Boyaux Rouges, créé en 2008 ;
- les Gueules Noires, créé en 2014 ;
- les Atrébates, créé en 2015 ;
- Lens Capitale, créé en 2015 ;
- les Bloody Arvern' ;
- les Enfants du Racing, créé en 2016 ;
- les Magic Lens, créé en 2014 ;
- Q'RCYLENS, créé en 2017 ;
- les Mineurs 2 Fond, créé en 2018 ;
- Artois Lens Boys, créé en 2022 ;
- les Wolf, créé en 2017, principale section de la tribune Delacourt ;
- les Sang & Nord, créé en 2017, section basée en région lilloise.

### Le Collectif Tony Marek

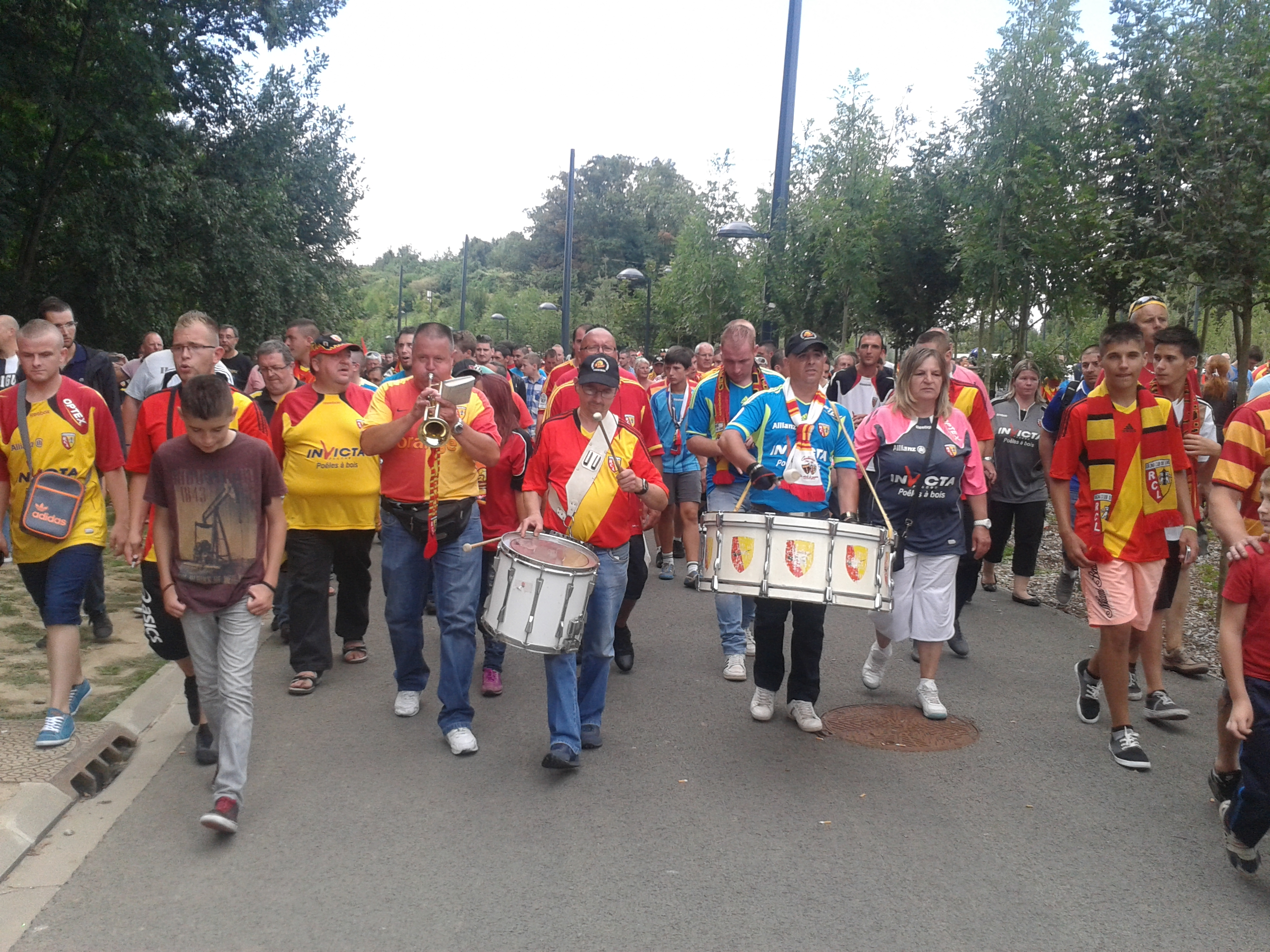
Supporters du Racing Club de Lens, à la sortie du match face à l'AJ Auxerre, le 17 août 2013, au Stade Bollaert-Delelis.

Créé en 2004, et regroupant toutes les associations de supporters de la tribune Tony Marek, celle où se situe le Kop lensois, le CTM se réunit régulièrement afin d'harmoniser et améliorer l'animation globale des anciennes secondes.
Rapprochement des groupes, installation d'une sono, tifos communs, harmonisation des chants, installation d'un perchoir pour les capos, instauration du placement libre sont les innovations obtenues par le Collectif. Des rencontres avec dirigeants, entraîneurs ou joueurs ont lieu régulièrement afin d'échanger leurs points de vue.

## Affluence et abonnement

### Abonnements
- Entre 15 000 et 25 000 abonnements par année au Stade Bollaert-Delelis[réf. nécessaire]
- Pour les saisons 2022/23 et 2023/24, le nombre d'abonnés est de 29 000. La limite a été imposée par le club pour laisser des places disponibles aux non-abonnés.

## Les supporters, au stade et en dehors

### Ambiance
Les supporters sont nombreux en déplacement tout comme à domicile même en division inférieure à la Ligue 1. L'ambiance se trouve dans la tribune Tony Marek en face de la présidentielle animé souvent par les capos des Red Tigers.

### Popularité et notoriété
En 2010, le club artésien est désigné comme le club préféré des régions du Nord-Pas-de-Calais et de Picardie.
Dans les médias nationaux français, les supporters lensois sont souvent décrits comme beaux-joueurs et joyeux.

### Rivalité et amitié
En outre, bien qu'il ne s'agisse pas d'une amitié revendiquée officiellement par des associations de supporters, les supporters du Racing ont un respect particulier pour ceux du RC Strasbourg. En effet, de par leur dénomination commune (Racing Club), et la ferveur qui entoure ces deux clubs, ces clubs se respectent mutuellement, car ils ont tous deux connu des déboires financiers et se retrouvent en 2017 en Ligue 2. Les supporters lensois ayant été nombreux à la Meinau au match aller, les Strasbourgeois, pour le match retour, ont pu chanter avec les lensois avant la rencontre, et ont surpris les médias par leur fraternité,.

### Supporters célèbres
- Jean-Luc Reichmann[8] ;
- marine (chanteuse)
- Daniel Percheron[9] ;
- André Delelis[réf. nécessaire] ;
- Dany Boon[réf. nécessaire] ;
- Cali[10] ;
- Gustave de Kervern[réf. nécessaire] ;
- Marcel et son Orchestre[réf. nécessaire] ;
- Nando de Colo[11]
- Frédéric Hermel

## Aspects socio-culturels

### Baraque à frites
Les baraques à frites se trouvent derrière les tribunes du Stade Bollaert-Delelis ainsi qu'aux alentours.

### Chants et musique
La Lensoise est le chant chanté par tous les supporters du Racing Club de Lens juste avant le début du match, quand les deux équipes entrent sur la pelouse.
Depuis la mort du chanteur Pierre Bachelet, le 15 février 2005, tous les supporters lensois entonnent à la mi-temps de chaque match une partie des Corons.
Lens a connu des saisons difficiles, les supporters chantent souvent « dans le malheur ou la gloire ». Depuis la saison 2022/23, ce chant est également utilisé pour marquer cette période sportivement bonne ; en scandant ce chant, les supporters souhaitent rappeler qu'ils étaient là dans le malheur et qu'ils ont soutenu le club jusqu'à son retour dans la gloire.

### Mascotte et géant
Depuis le 25 avril 2002, Ch'meneu est le géant du Racing Club de Lens. Haut de ses 3,5 mètres, il a été financé à hauteur de 86 000 francs par le groupe de supporters « Le 12 Lensois ». Il doit son nom au « ch'meneu de quévaux », celui qui tirait les chevaux attelés aux trains de berlines dans la mine.

### Sociologie des tribunes
Lors de la rencontre Lens-Strasbourg, qui a été fixée le lundi 8 mai 2017 à 20h45, les associations de supporters ont décidé de publier un communiqué de presse dénonçant une telle programmation, pour un choc de la Ligue 2. Ce communiqué fait écho à celui de leurs homolgues strasbourgeois qui ont dénoncé une « indécence » de programmer un tel match à cet horaire. Aussi, lors de cette même rencontre, les supporters lensois ont déployé une banderole commune avec celle des supporters strasbourgeois, qui visait la Ligue de football professionnel ainsi que la direction nationale de lutte contre le hooliganisme, qui disait « Toujours aussi incompétents / DNLH, LFP : changement de dirigeants ». Ils ont par là appelé à des changements dans les instances dirigeantes du football français.